# Craugastor daryi
Craugastor daryi är en groddjursart som först beskrevs av Ford och Savage 1984.  Craugastor daryi ingår i släktet Craugastor och familjen Craugastoridae. IUCN kategoriserar arten globalt som starkt hotad. Inga underarter finns listade i Catalogue of Life.